# Critical Mass (aka Critter)
Critical Mass (aka Critter) är ett GNU GPL-licenserat datorspel bestående av öppen källkod och fri programvara. Spelet är utvecklat av Frank Becker och skrivet i C++. Det är i 2D-miljö, utspelar sig i rymden och tillhör genren shoot 'em up. Det tillhandahåller ett single player-läge.
Spelet finns tillgängligt för GNU/Linux, Windows, Mac OS och kan laddas ned gratis via dess officiella hemsida. 
Critical Mass (aka Critters) senaste stabila version är 1.0.2.

## Spelupplevelse
Spelet går ut på att spelaren ska styra ett rymdskepp genom universum och besegra de motståndare som kommer i vägen. Det utgörs inte av några banor utan av ett konstant flöde av fiender. När de aktuella fienderna är döda fortsätter det med att en ny omgång fiender kommer inflygandes. Fienderna består av figurer så som flygande ögon, spindel- och musliknande robotar, nyckelpigor och bevingade insekter etcetera. För att gå vinnande ur striderna är spelarens rymdskepp utrustat med två vapen:  missiler och en sorts kraftsköld vilken skjuts ut horisontellt i två delar på båda sidor om farkosten, och förgör allt som kommer i kontakt med den. Ifall Critical Mass spelas på en högre svårighetsgrad (det finns fyra stycken; rookie, normal, expert och insane) får spelaren även tillgång till ett tredje vapen. Detta vapen utgörs av fem småskott som avfyras samtidigt. Varje gång en fiende dör förvandlas den till en gul boll och om spelaren tar den får denne olika mycket poäng beroende på vilken svårighetsgrad som är inställd. 
Då och då dyker det upp särskilda bonusobjekt, exempelvis sådana som fyller på skeppets energi eller förbättrar dess sköld. De finns för att se till att spelaren har en chans att överleva, därför att för det mesta räcker det med endast cirka fyra fiendeskott för att ta kål på farkosten.
Om spelaren överlever tillräckligt länge och skrapar ihop nog med poäng, kan denne hamna på en topp-tio-lista.